# 윌리엄 보딘

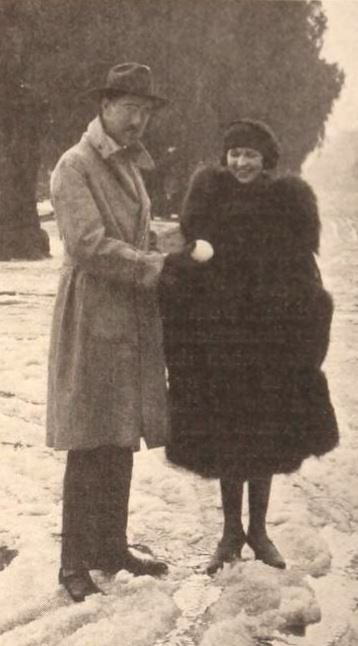

윌리엄 보딘(William Beaudine, 1892년 1월 15일 ~ 1970년 3월 18일)은 미국의 배우, 영화 감독, 각본가, 영화 프로듀서, 영화배우이다.
뉴욕에서 태어났다.

## 방송
- 용감한 린티

## 영화
- 그린 호넷 (1974년)
- 제시 제임스 프랭켄슈타인의 딸을 만나다 (1966년)
- 빌리 더 키드 버서스 드라큐라 (1966년)
- 그린 호넷 - 시리즈 (1966년)
- 미키 마우스 클럽 (1955년)
- 디즈니랜드 (1954년)
- 용감한 린티 (1954년)
- 달려라 래시 (1954년)
- 벨라 루고시, 브룩클린 고릴라 만나다 (1952년)
- 비하인드 더 마스크 (1946년)
- 샤도우 리턴즈 (1946년)
- 부두 맨 (1944년)
- 유인원 인간 (1943년)
- 쓰리 와이즈 걸스 (1932년)